# Bear Valley (condado de Mariposa)
Bear Valley es un lugar designado por el censo ubicado en el condado de Mariposa en el estado estadounidense de California. En el año 2010 tenía una población de 125 habitantes.

## Geografía
Bear Valley se encuentra ubicado en las coordenadas 37°33′53″N 120°7′52″O / 37.56472, -120.13111.